# Justine Landi
Justine Landi (ur. 2 marca 1988 w Coral Springs, USA) – amerykańska siatkarka grająca na pozycji przyjmującej. Obecnie (sezon 2011/2012) gra w Stod Volley. Justine była jedną z najlepszych siatkarek University of Louisville. Landi posiada także obywatelstwo holenderskie.

## Kluby
- 2006–2010:  Louisville Cardinals
- 2010–2011:  PTPS Piła[2]
- od 2011:  Stod Volley[potrzebny przypis]

## Sukcesy
- mistrzostwo w rozgrywkach uniwersyteckich w USA w sezonie 2009/2010
- awans do PlusLigi Kobiet z PTPS Piła w sezonie 2010/2011
- mistrzostwo Norwegii w sezonie 2012/2013